# Cappella Corsini di Santo Spirito

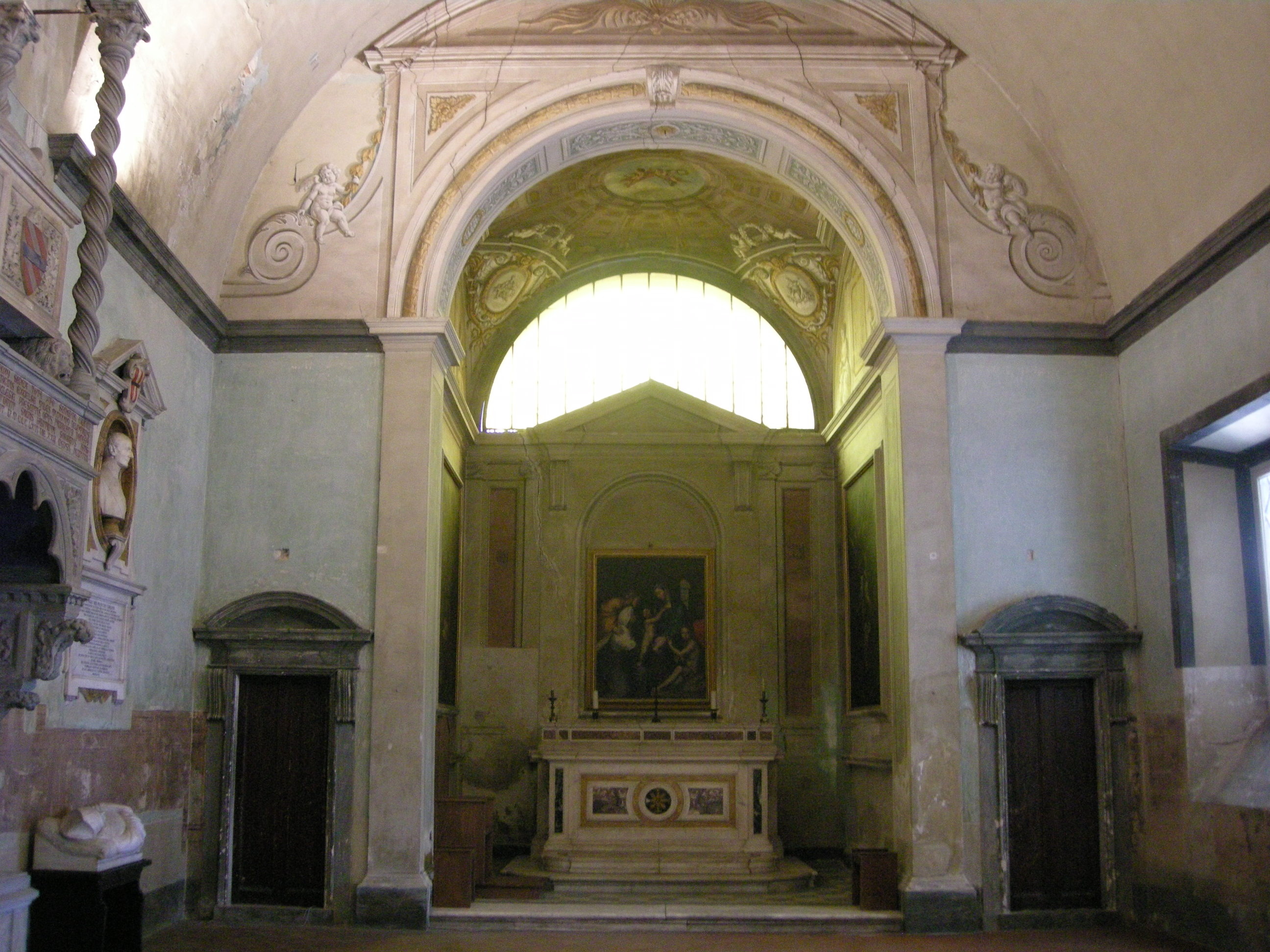
Interno

La cappella Corsini si trova nel Chiostro Grande dell'Ammannati nel complesso di Santo Spirito a Firenze. 

## Storia
La cappella della famiglia Corsini si trova esterna alla basilica, e venne fatta costruire nel 1308 da Neri di Bonaccolto Corsini (come ricorda una targa), console della Lana e Gonfaloniere di Giustizia nel 1255, dedicandola a san Jacopo apostolo. Alla sua morte, nel 1325, venne qui sepolto. Dal 1371 al 1384 ebbe qui sede la Compagnia di San Benedetto Bianco. 
Con la realizzazione del Chiostro Grande, nella seconda metà del XVI secolo, la cappella venne inglobata nella nuova costruzione, lambendo l'angolo sud-ovest. La porta attuale della cappella, sormontata da uno stemma familiare, venne costruita nel 1612  dal senatore Bartolomeo Corsini. La struttura attuale risale alle trasformazioni operate tra il 1698 e il 1704 da Antonio Ponziani, Mastro Messeri e il pittore Stefano Fabbrini.
Nel 1804, con la soppressione del monastero di San Gaggio dove i Corsini avevano un'importante cappella familiare, vennero trasportati in Santo Spirito numerosi monumenti e memorie, tra cui la tomba gotica di Tommaso Corsini, i sarcofagi di Ghita degli Albizi e di Nera di Lapo Manieri (fondatrice del monastero e moglie di Tommaso), la lastra marmorea di Filippo di Tommaso e i cenotafi con busti di Bernardo e Bartolomeo Corsini, opera di Gherardo Silvani. Di Bartolomeo Corsini venne anche portato il monumento funerario, dello stesso autore.

## Descrizione
La cappella si presenta oggi nelle forme date dal restauro seicentesco, voluto nel 1698-1704 incaricando l'architetto Antonio Ponziani, che rifece il tetto eliminando le capriate decorate con stemmi Corsini, e il pavimento in cotto, che incorpora alcune lapidi. Della struttura trecentesca rimane la parete opposta all'altare, dove si trovava l'ingresso al di sotto della trecentesca tomba del Beato Neri Corsini, fratello e successore nella guida della diocesi di Fiesole di sant'Andrea Corsini, con gli affreschi di un Cristo risorto e dei busti dei fratelli Andrea e Neri attribuiti a Spinello Aretino. Questo monumento si ispira fedelmente a quello di Tommaso Corsini, attribuito ad Andrea Orcagna e oggi collocato sulla parete davanti alla porta d'ingresso, proveniente da San Gaggio. Entrambe le tombe hanno epitaffi in esametri latini. I resti di affreschi trecenteschi sulla parete opposta all'altare, dalla sensibile attenzione alla prospettiva intuitiva, sono attribuiti, sulla base di una menzione del Baldinucci , al misterioso allievo di Giotto Stefano fiorentino, citato nelle Vite di Vasari.
La base è rettangolare con un altare racchiuso in una scarsella quadrata con volta a botte, illuminata da una vetrata e affiancata da due piccoli ambienti di servizio. La volta della scarsella fu affrescata da Stefano Fabbrini tra il 1787 e il 1791, autore anche degli stucchi dei cornicioni e le altre decorazioni. L'altare e il pavimento della scarsella risalgono all'intervento del marmista Scopetani del 1787. Dietro l'altare si trova una copia antica della Madonna dell'Impannata di Raffaello, restaurata di recente, che andò a sostituire l'originaria Madonna con angeli e i santi Bartolomeo e Girolamo (1520) attribuita a Raffaellino del Garbo o a Raffaello de Caroli, trasferita nel 1875 nella Galleria Corsini. Ai lati si trovano due tele di Francesco Botti con l'Estasi di santa Margherita e la Natività. 
La trecentesca tomba cuspidata con Il monumento al Beato Neri Corsini invece, sul lato opposto all'altare, si trovava già qui ed è una copia ridotta di quella di Tommaso. 
Il monumento marmoreo di Bartolomeo Corsini è un importante e precoce esempio di barocco fiorentino, ispirato alle novità berniniane introdotte a Pistoia dai familiari di Giulio Rospigliosi dopo la sua elezione al soglio pontificio nel 1667 col nome di Clemente XI. Il defunto è effigiato entro una cornice ovale, tra volute inverse, putti, festoni e obelischi disposti scenograficamente.
Qui si trovano anche un busto di Clemente  XII, di Girolamo Ticciati (1731, portato nella cappella nel 1788) e il cenotafio di Neri Corsini dello scultore Luigi Giovannozzi (1845).